# Olympische Sommerspiele 1952/Kanu – Zweier-Kajak 1000 m (Männer)
Die Wettkämpfe im Zweier-Kajak über 1000 Meter bei den Olympischen Sommerspielen 1952 wurde am 28. Juli im Soutustadion in Helsinki ausgetragen.
Aufgrund der hohen Anzahl an teilnehmenden Nationen und Booten wurde der Wettbewerb in drei Vorläufe und das Finale unterteilt. Die drei erstplatzierten Boote erreichten jeweils den Endlauf. Im Finale setzte sich nach Auswertung des Zielfotos die Finnen Kurt Wires und Yrjö Hietanen vor den zeitgleichen Schweden Lars Glassér und Ingemar Hedberg durch. Dritte wurden die Österreicher Max Raub und Herbert Wiedermann.

## Ergebnisse

### Vorläufe

#### Vorlauf 1
| Rang | Athlet                            | Nation           | Zeit       |
| ---- | --------------------------------- | ---------------- | ---------- |
| 1    | Lars Glassér Ingemar Hedberg      | Schweden         | 3:51,7 min |
| 2    | Kurt Wires Yrjö Hietanen          | Finnland         | 3:53,0 min |
| 3    | Egon Dyg Andreas Lind             | Dänemark         | 3:53,3 min |
| 4    | Anatoli Troschenkow Igor Kusnezow | Sowjetunion      | 3:54,0 min |
| 5    | Jan Matocha Ota Kroutil           | Tschechoslowakei | 3:56,3 min |
| 6    | Eligio Valentino Pio Vennettilli  | Italien          | 4:03,8 min |
| 7    | Frank Prout Roland Prout          | Großbritannien   | 4:07,6 min |

#### Vorlauf 2
| Rang | Athlet                       | Nation         | Zeit       |
| ---- | ---------------------------- | -------------- | ---------- |
| 1    | Max Raub Herbert Wiedermann  | Österreich     | 3:55,2 min |
| 2    | Gustav Schmidt Helmut Noller | BR Deutschland | 3:55,7 min |
| 3    | Ivar Mathisen Knut Østby     | Norwegen       | 3:58,2 min |
| 4    | Heinrich Heß Kurt Zimmer     | Saarland       | 4:01,4 min |
| 5    | Anton Kuster Hans Straub     | Schweiz        | 4:14,9 min |
| 6    | Johnny Lucas Léon Roth       | Luxemburg      | 4:21,6 min |

#### Vorlauf 3
| Rang | Athlet                                    | Nation             | Zeit       |
| ---- | ----------------------------------------- | ------------------ | ---------- |
| 1    | Cees Koch Jan Klingers                    | Niederlande        | 3:54,3 min |
| 2    | István Granek János Kulcsár               | Ungarn             | 3:54,5 min |
| 3    | Maurice Graffen Marcel Renaud             | Frankreich         | 3:54,8 min |
| 4    | Frans Van den Berghen Albert Van de Vliet | Belgien            | 3:59,2 min |
| 5    | Thomas Horton John Eiseman                | Vereinigte Staaten | 4:02,9 min |
| 6    | Robert Cordner George Ward                | Kanada             | 4:27,5 min |

### Finale
| Rang | Athlet                        | Nation         | Zeit       |
| ---- | ----------------------------- | -------------- | ---------- |
| 1    | Kurt Wires Yrjö Hietanen      | Finnland       | 4:07,3 min |
| 2    | Lars Glassér Ingemar Hedberg  | Schweden       | 4:07,5 min |
| 3    | Max Raub Herbert Wiedermann   | Österreich     | 4:08,7 min |
| 4    | Gustav Schmidt Helmut Noller  | BR Deutschland | 4:09,1 min |
| 5    | Ivar Mathisen Knut Østby      | Norwegen       | 4:09,8 min |
| 6    | Maurice Graffen Marcel Renaud | Frankreich     | 4:15,8 min |
| 7    | István Granek János Kulcsár   | Ungarn         | 4:56,8 min |
| 8    | Cees Koch Jan Klingers        | Niederlande    | 4:56,8 min |
| 7    | Egon Dyg Andreas Lind         | Dänemark       | 4:56,8 min |

## Weblink
- Ergebnisse